# Sam Ryder
Sam Ryder Robinson (Maldon, 25 juni 1989) is een Britse zanger en gitarist. Hij verwierf internationale bekendheid dankzij zijn deelname aan het Eurovisiesongfestival 2022.

## Carrière
Sam Ryder was al op jonge leeftijd bezig met muziek. Op 17-jarige leeftijd stichtte hij samen met anderen de band The Morning After, waarmee hij twee studioalbums uitbracht. Nadat deze band gesplitst was, maakte hij deel uit van verschillende andere groepen, zoals de Canadese band Blessed by a Broken Heart (2010–2013) en de Amerikaanse band Close Your Eyes (2013–2014). In 2016 nam Ryder in Nashville een album op, dat echter nooit werd uitgebracht. Hij keerde vervolgens terug naar Engeland.
Na het uitbreken van de coronapandemie in 2020 groeide Ryders populariteit aanzienlijk dankzij Tiktok, waar hij voornamelijk covers van bekende songs plaatste. Hij viel vooral op door zijn stem en door zijn falsetto. Na het tekenen van een platencontract bij Parlophone verscheen in 2021 zijn ep The Sun's Gonna Rise.

### Eurovisiesongfestival
Op 10 maart 2022 werd tijdens de BBC Radio 1 Breakfast Show onthuld dat Ryder het Verenigd Koninkrijk zou gaan vertegenwoordigen op het Eurovisiesongfestival 2022, dat werd gehouden in de Italiaanse stad Turijn. Hij trad aan met het lied Space Man en eindigde op de tweede plaats, achter de Oekraïense winnaar Kalush Orchestra. Dit betekende het grootste Britse songfestivalsucces sinds 1998.
Space Man bereikte de tweede plaats in de UK Singles Chart en werd in het Verenigd Koninkrijk bekroond met een platina plaat. Daarnaast stond het nummer in meerdere internationale hitlijsten.

### Na het songfestival
Ryders studioalbum There's Nothing but Space, Man!, dat eind 2022 verscheen, debuteerde in de UK Albums Chart op nummer 1. In 2023 keerde hij als intervalact terug naar het Eurovisiesongfestival, waar hij samen met Queen-drummer Roger Taylor zijn single Mountain ten gehore bracht. In dezelfde periode nam hij met Queen-gitarist Brian May de single Fought & Lost op. Eind 2023 scoorde Ryder in zijn thuisland een grote hit met de kerstsingle You're Christmas to Me.

## Discografie

### Studioalbums
- There's Nothing but Space, Man! (2022)

### Singles
| Single met eventuele hitnotering(en) in de Nederlandse Top 40 | Datum van verschijnen | Datum van binnenkomst | Hoogste positie | Aantal weken | Opmerkingen                 |
| ------------------------------------------------------------- | --------------------- | --------------------- | --------------- | ------------ | --------------------------- |
| Space Man                                                     | 22-02-2022            | 28-05-2022            | 27              | 4            | Nr. 71 in de Single Top 100 |

| Single met hitnotering(en) in de Vlaamse Ultratop 50 | Datum van verschijnen | Datum van binnenkomst | Hoogste positie | Aantal weken | Opmerkingen |
| ---------------------------------------------------- | --------------------- | --------------------- | --------------- | ------------ | ----------- |
| Space Man                                            | 22-02-2022            | 28-05-2022            | 22              | 18           |             |

1957: Patricia Bredin · 
1959: Pearl Carr & Teddy Johnson · 
1960: Bryan Johnson · 
1961: The Allisons · 
1962: Ronnie Carroll · 
1963: Ronnie Carroll · 
1964: Matt Monro · 
1965: Kathy Kirby · 
1966: Kenneth McKellar · 
1967: Sandie Shaw · 
1968: Cliff Richard · 
1969: Lulu · 
1970: Mary Hopkin · 
1971: Clodagh Rodgers · 
1972: The New Seekers · 
1973: Cliff Richard · 
1974: Olivia Newton-John · 
1975: The Shadows · 
1976: Brotherhood of Man · 
1977: Lynsey de Paul & Mike Moran · 
1978: Co-Co · 
1979: Black Lace · 
1980: Prima Donna · 
1981: Bucks Fizz · 
1982: Bardo · 
1983: Sweet Dreams · 
1984: Belle & The Devotions · 
1985: Vikki Watson · 
1986: Ryder · 
1987: Rikki · 
1988: Scott Fitzgerald · 
1989: Live Report · 
1990: Emma · 
1991: Samantha Janus · 
1992: Michael Ball · 
1993: Sonia · 
1994: Frances Ruffelle · 
1995: Love City Groove · 
1996: Gina G · 
1997: Katrina & the Waves · 
1998: Imaani · 
1999: Precious · 
2000: Nicki French · 
2001: Lindsay Dracass · 
2002: Jessica Garlick · 
2003: Jemini · 
2004: James Fox · 
2005: Javine Hylton · 
2006: Daz Sampson · 
2007: Scooch · 
2008: Andy Abraham · 
2009: Jade Ewen · 
2010: Josh Dubovie · 
2011: Blue · 
2012: Engelbert Humperdinck · 
2013: Bonnie Tyler · 
2014: Molly · 
2015: Electro Velvet · 
2016: Joe & Jake · 
2017: Lucie Jones · 
2018: SuRie · 
2019: Michael Rice · 
2021: James Newman ·
2022: Sam Ryder ·
2023: Mae Muller ·
2024: Olly Alexander ·
2025: Remember Monday